# Port Deauville
Pour les articles homonymes, voir Port (homonymie) et Deauville (homonymie).
Le port de Deauville ou Port Deauville est un port de plaisance-marina de la Manche, de 1975, à Deauville dans le Calvados en Normandie.

## Géographie
Le complexe résidentiel-marina de Port Deauville (surnommé « la presqu'île ») s'étend sur plus de 10 hectares, entre l'estuaire de la Touques (fleuve) (frontière géologique entre Deauville et Trouville-sur-Mer) et la plage des Planches de Deauville.

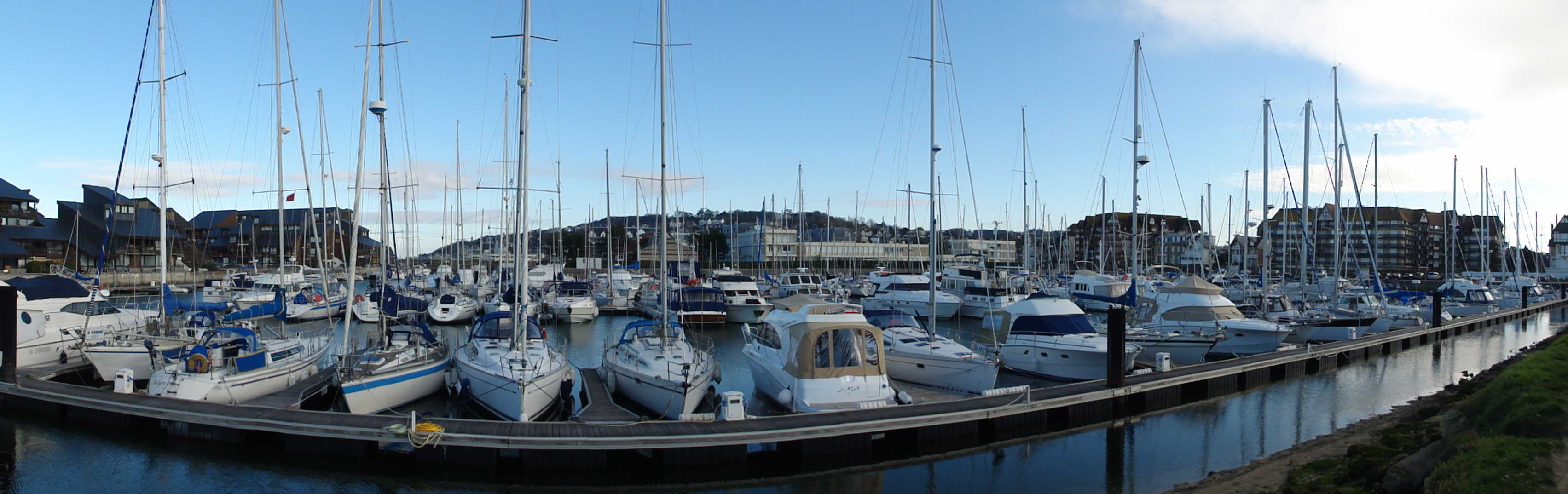

## Histoire

### Port de pèche de Trouville-sur-Mer
Le port de pêche historique sur la Touques (fleuve) de Trouville-sur-Mer (d'une capacité d'une 30e de chalutiers) date de l'époque du Moyen Âge ou Trouville était un village de pêcheurs.

### Bassin Morny et bassin des yachts de Deauville

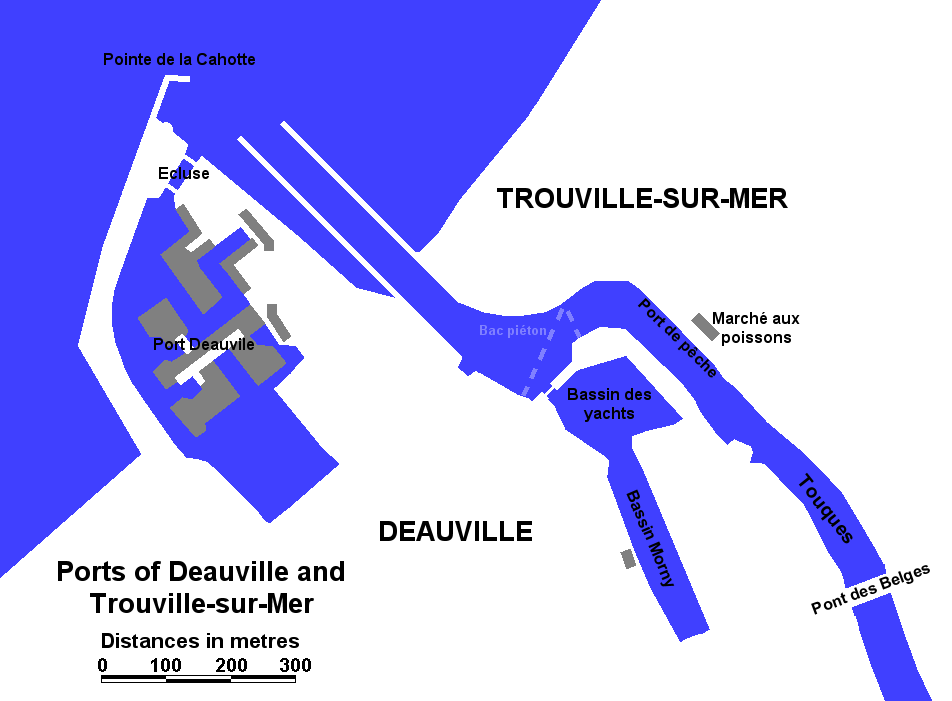
Plan des ports de Deauville et Trouville-sur-Mer

En 1855 un premier quai est construit sur la Touques, au niveau d'une écluse à 500 m en amont. Il est étendu onze ans plus tard par la construction d'un port-bassin (coté Deauville) inauguré en 1866 par l'impératrice Eugénie (épouse de l'Empereur Napoléon III) sous le nom de bassin Morny de Deauville (ou port Morny, du nom du duc Charles de Morny, fondateur de Deauville au XIXe siècle sous le Second Empire). En 1890 (24 ans plus tard) le bassin Morny est agrandi par un avant-port-bassin à flot (le « bassin des yachts ») d'ne capacité de 360 navires de 15 m de long, 4,5 m de large, et 2,5 m de tirant d'eau. Il est équipé en 1968 de portes hydrauliques pour maintenir le bassin plein à marée basse (automatisées en 1989, et remplacées en 2005). 

### Port-marina de Deauville
Pour compenser la saturation du bassin de plaisance de Port Morny, les architectes Jacques Labro et Jean-Jacques Orzoni construisent entre 1972 et 1975 le complexe résidentiel-marina de Port Deauville (inspiré du vieux bassin d'Honfleur) étendu sur plus de 10 hectares, entre l'estuaire de la Touques et la plage des Planches, pour une capacité de 900 bateaux, avec commerces, chantier naval, club nautique, et école de voile du Deauville Yacht Club (DYC)...

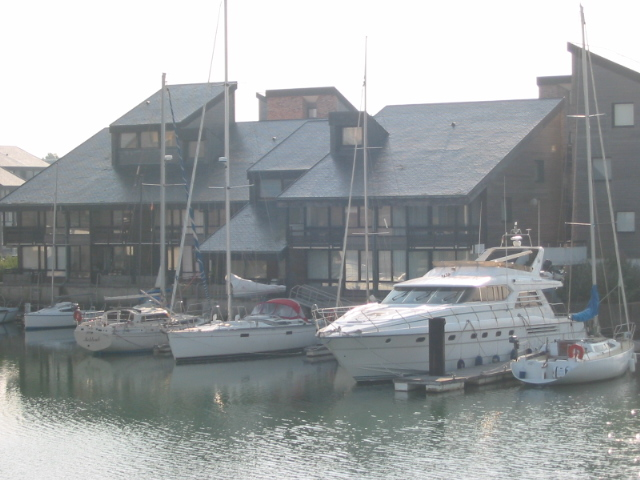
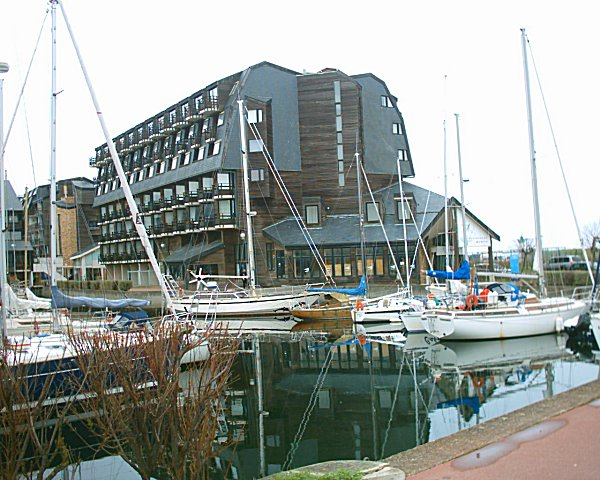
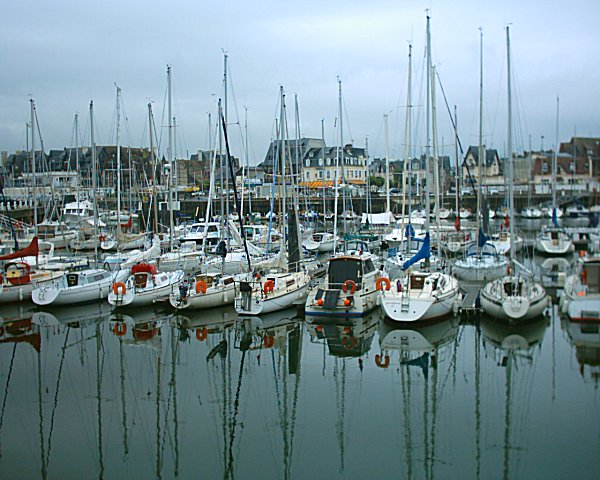
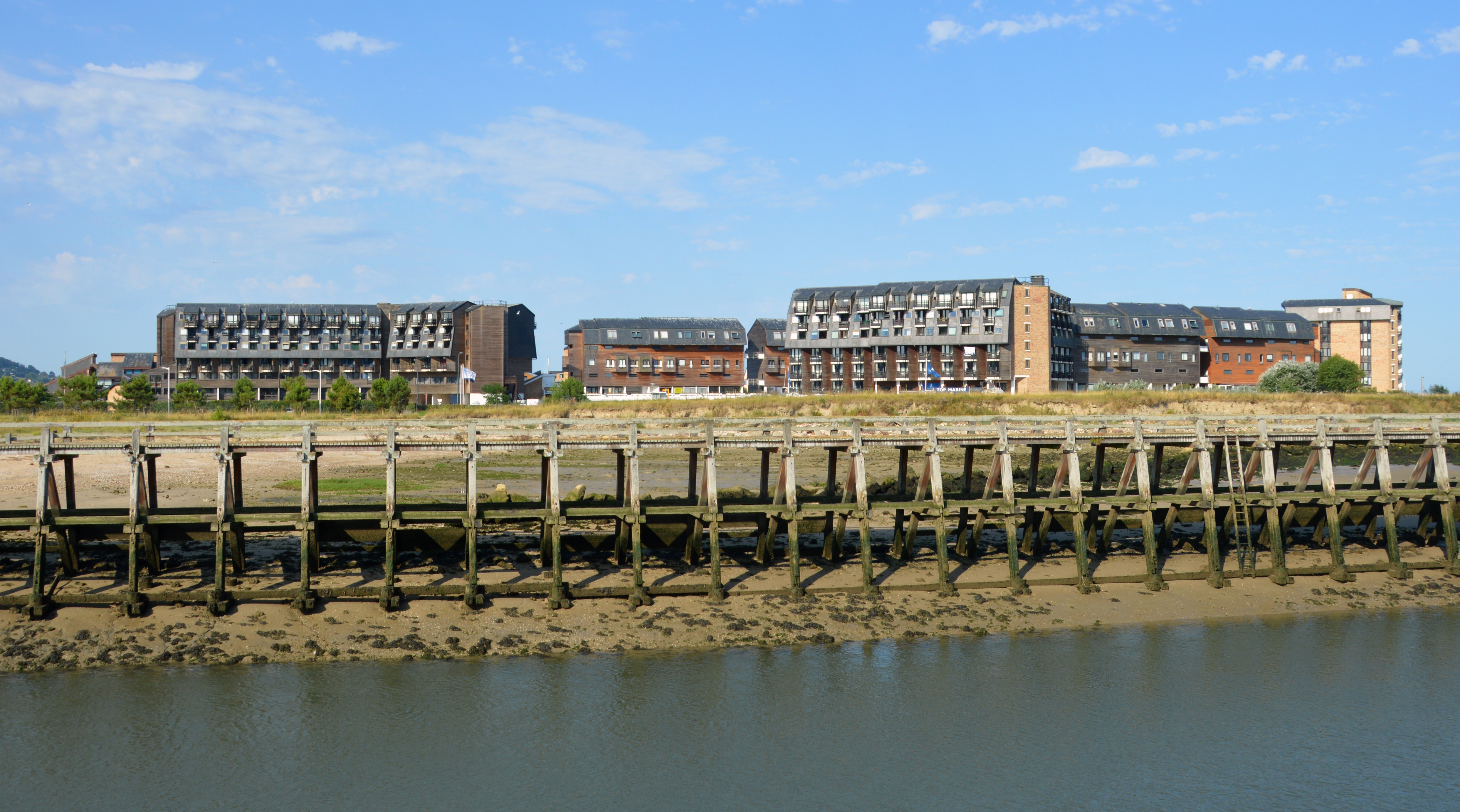

Ce port à flot de 3 à 3,50 m de profondeur, pour bateaux de moins de 32 m, et de 2,80 m de tirant d'eau, est protégé de la Manche par une digue-jetée brise-lames en bloc de granit, longue de 770 m.